# Ludwik Armand de Bourbon-Conti
Ludwik Armand I Burbon-Conti, fr. Louis Armand de Bourbon (ur. 4 kwietnia 1661 w Paryżu, zm. 9 listopada 1685) – książę de La Roche-sur-Yon (4 IV 1661 – 21 II 1666), a następnie książę de Conti. 

## Życiorys
Starszy syn Armanda, księcia de Conti, i Anny Marii Martinozzi (siostrzenicy kardynała Mazarina).
Jego młodszym bratem był Franciszek Ludwik, późniejszy książę de Conti.
W 1680 Ludwik Armand poślubił Marię Annę, pannę de Blois, córkę króla Francji – Ludwika XIV i jego metresy - Ludwiki de la Vallière. W czasie ślubu pan młody miał 15 lat, a jego młoda małżonka – 13 lat. Ich noc poślubna zakończyła się katastrofą; młoda księżniczka pogrążyła się w rozpaczy, a młody książę nie chciał już nigdy więcej dzielić łoża z żadną kobietą.
Ludwik Armand z wyróżnieniem służył we Flandrii w 1683, a następnie wbrew woli króla udał się na Węgry, gdzie walcząc w wojsku cesarskim wziął udział w zwycięskiej bitwie przeciwko Turkom pod miastem Gran w 1683. Zmarł w Fontainebleau na ospę, którą zaraził się od żony. Podczas gdy ona wyzdrowiała, książę poddał się chorobie i zmarł po pięciu dniach. Został pochowany w mauzoleum Kondeuszy w Vallery.
Ludwik Armand nie miał potomków, więc tytuł księcia Conti odziedziczył jego młodszy brat - Franciszek Ludwik (1664–1709).